# XO-2
XO-2 è una stella binaria, costituita dalle componenti XO-2S (o XO-2A) e XO-2N (o XO-2B), posta alla distanza di 486 anni luce dal Sistema solare, in direzione della costellazione della Lince, scoperta mediante il telescopio XO. Appare come un oggetto di magnitudine 11,25.
Le due stelle sono separate da 4600 UA e condividono lo stesso moto proprio nel cielo, quindi sembrano legate gravitazionalmente tra loro.

## Caratteristiche
Le due componenti sono molto simili tra loro; sono entrambe leggermente meno massicce e fredde del Sole, con masse di 0,98 e 0,97 M⊙ e temperature attorno ai 5350 K. Entrambe sembrano ricche di metalli pesanti, con valori che sono rispettivamente del 190% e 300% rispetto a quelli del Sole.

## Sistemi planetari
Nel 2007 attorno a XO-2N venne scoperto un pianeta extrasolare con il metodo del transito attraverso il Telescopio XO (posto sul vulcano Haleakalā sull'isola hawaiana di Maui). Il pianeta è classificabile come pianeta gioviano caldo, mentre nel 2014 vennero scoperti due pianeti con il metodo della velocità radiale attorno a XO-2S, anch'essi giganti gassosi delle dimensioni paragonabili all'incirca a quelle di Giove e Saturno.

## Sistema planetario di XO-2S
| Pianeta | Tipo            | Massa     | Raggio | Periodo orb.  | Sem. maggiore | Eccentricità | Incl. orbita | Scoperta |
| ------- | --------------- | --------- | ------ | ------------- | ------------- | ------------ | ------------ | -------- |
| b       | Gigante gassoso | ≥ 0,26 MJ | —      | 18,157 giorni | 0,1344 UA     | 0,18         | —            | 2014     |
| c       | Gigante gassoso | ≥ 1,37 MJ | —      | 120.8 giorni  | 0,4756 UA     | 0,1528       | —            | 2014     |

## Sistema planetario di XO-2N
| Pianeta | Tipo            | Massa   | Raggio  | Periodo orb. | Sem. maggiore | Eccentricità | Incl. orbita | Scoperta |
| ------- | --------------- | ------- | ------- | ------------ | ------------- | ------------ | ------------ | -------- |
| b       | Gigante gassoso | 0,62 MJ | 0,97 RJ | 2,62 giorni  | 0,0369 UA     | 0,045        | 88.7 ± 1.3°  | 2007     |